# Едностен
Едностенът, наричан също хенаедър или моноедър е многостен с една стена. Всички едностени са изродени. Могат да облицоват сфера.
| Име                                       | Картинка | Стени | Тип стена   | Ръбове | Върхове | Дуален многостен   |
| ----------------------------------------- | -------- | ----- | ----------- | ------ | ------- | ------------------ |
| Едноъгълен едностен                       |          | 1     | едноъгълник | 0      | 1       | себедвойствен      |
| Едноъгълен колкотостен Двуъгълен едностен |          | 1     | двуъгълник  | 1      | 2       | едноъгълен двустен |